# Carminodoris
Carminodoris es un género de moluscos nudibranquios de la familia Discodorididae

## Diversidad
El género Carminodoris incluye 2 especies descritas:
- Carminodoris boucheti Ortea, 1979
- Carminodoris spinobranchialis Ortea & Martínez, 1992